# Accalathura ochotensis
Accalathura ochotensis là một loài chân đều trong họ Leptanthuridae. Loài này được Nunomura miêu tả khoa học năm 1976.